# Parcul Național Kluane
Parcul Național Kluane (engl. Kluane National Park and Reserve) este situat în sud-vestul teritoriului canadian Yukon. El a fost înființat în anul 1976 și are o suprafață de 22.016 km². Pe teritoriul parcului de află muntele Logan (5959 m) cel mai înalt munte din Canada. Ca. 82 % din suprafața parcului este ocupat de câmpul îngehțat Kluane Icefield și ghețarii pe care îi alimentează. La nord-est parcul este delimitat de lacul Kluane Lake, parcul fiind în mare parte declarat patrimoniu mondial UNESCO.